# Filosofia chinesa
Embora o pensamento especulativo possa ser traçado na história chinesa desde a dinastia Xia, a filosofia chinesa corresponde ao pensamento filosófico que foi desenvolvido na China no século XIX. Se caracteriza pelo aspecto prático, procurando orientar o ser humano sobre como se portar com harmonia em sua vida cotidiana, em oposição à especulação teórica pura típica da filosofia grega. O conceito de união com a natureza e o conceito de forças opostas Yin Yang do taoismo também são elementos capitais na filosofia chinesa, bem como a ênfase na benevolência, justiça, retidão e respeito à autoridade. Como uma de suas obras fundamentais, cita-se o "Livro das Mutações", ou I Ching.

## Precedentes
A filosofia chinesa tem seus primórdios em priscas eras, com tratados e prolegômenos sobre ética e política. Uma das obras mais antigas, e que veio a influenciar toda a filosofia chinesa posterior, foi o I Ching (Livro das Mutações), um oráculo que foi criado antes de 1000 a.C. e que veio a ser adicionado de vários comentários ao longo dos séculos. A idade de ouro da filosofia chinesa aconteceu no final da dinastia Zhou (século X a.C. - século III a.C.), que foi um período de grande instabilidade social no país. Nesse período, surgiram muitas escolas filosóficas que procuravam explicar e encontrar uma saída para o caos social do período. Essas escolas costumam ser agrupadas sob a denominação cem escolas de pensamento, e abrangem os principais ramos da filosofia chinesaː confucionismo, taoismo, moísmo, escola dos nomes (ou escola dos lógicos), legalismo e yin yang.
Durante a dinastia Han (206 a.C.-220), o confucionismo se tornou a ideologia de estado. A filosofia chinesa se expandiu a partir dos estudos dos doutos confucianos, e seu conhecimento, a par da benevolência e justiça, se tornou capital para a escolha dos mandarins e administradores imperiais chineses. Os livros mais estudados no período foram os chamados Cinco Clássicos. Destacou-se o nome de Dong Zhongshu.
No período Uei-Chin (220-420), o taoismo destacou-se. Os filósofos importantes do período foram Hsiang Hsiu, Kuo Hsiang, Wang Pi, Ge Hong e Zhong Hui.
No período Sui-Tangue (581-907), se desenvolveram as versões chinesas de budismo (t'ien-t'ai, hua-yen e ch'an), todas elas pertencentes à escola maaiana. Os principais nomes do período foram Fazang e Huineng.
No período Sung-(Yuan)-Ming (960-1644), destacou-se o neoconfucionismo, que deram uma nova interpretação à obra de Confúcio, incorporando elementos do budismo e do taoismo. Na obra Margem da Água (século XIV), de Shi Nai'an, um dos Quatro Grandes Romances Clássicos da literatura chinesa, há inúmeras referências sobre o que seria a verdade, o que seria correto ou não. Do final da dinastia Ming (1368-1644) até a primeira república (1911-1923), floresceu o Xixue (conhecimento ocidental), que incluía matemática, ciências naturais e cristianismo.
Na Dinastia Qing (1644-1911), se destacou a pesquisa histórica. Os nomes principais do período foram Wang Fu-chih, Yen Yüan, Tai Chen e K'ang Yu-wei.
Com o fim do período imperial em 1911, começou um processo de importação da filosofia ocidental, que, no entanto, foi interrompido com a ascensão do regime comunista em 1949, que reprimiu todas as ideologias diferentes do maoismo oficial (exceto na ilha de Formosa, onde o regime nacionalista permitiu a liberdade intelectual). O conceito tradicional chinês de respeito à autoridade levou os ideólogos do Partido Comunista Chinês a execrarem, por décadas, a filosofia chinesa, preferindo apoiar o marxismo e o pensamento de Mao Tsé Tung, sobretudo o expresso no Livro Vermelho. A repressão intensificou-se com a Revolução Cultural Chinesa, a partir de 1966. As universidades do país só reabriram em 1978. Seguiu-se um período de liberdade intelectual no país que durou até o Massacre da Praça da Paz Celestial em 1989.
Recentemente, estudos aprofundados dos Analectos de Confúcio e de Mêncio levaram à reabilitação da filosofia chinesa tradicional junto às autoridades chinesas. Atualmente, destaca-se o neoconfucionismo, que procura realizar uma síntese entre Oriente e Ocidente, inclusive com a incorporação da ciência e da democracia ocidentais à filosofia chinesa. Destacam-se os nomes de Fung Yu-lan, Ho Lin, Liang Sou-ming, Hsiung Shih-li, Ch'ien Mu, Tan Chün-i, Thomé H. Fang, Hsü Fu-kuan, Mou Tsung-san, Yu Ying-shi, Liu Shu-hsien e Tu Wei-ming.

## O pensamento chinês pode ser chamado de filosofia?

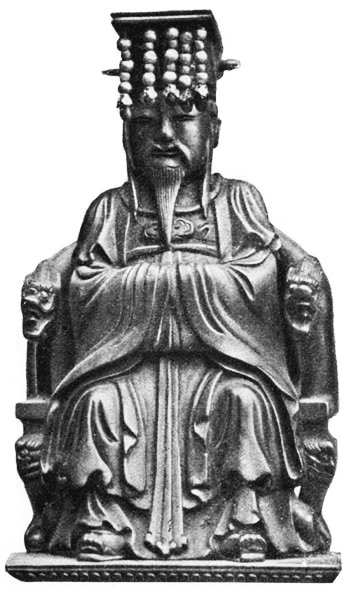
Estátua em bronze de Confúcio, um dos maiores nomes da filosofia chinesa

Há muito se discute se haveria uma "filosofia" como um sistema codificado de preceitos, fora do que se entende como filosofia no Ocidente, isto é, os sistemas oriundos da filosofia grega, com estudos sobre epistemologia, ética, moral, e que teriam dado toda a base do pensamento ocidental, passando por Aristóteles, Platão, Sócrates, São Tomás de Aquino, Espinoza, Kant e Husserl entre muitos outros não menos importantes.
Os que preconizam a inexistência de uma filosofia de bases não gregas apontam, como principal justificativa, que todos os sistemas de pensamento de origem oriental (inclusive a filosofia chinesa) e africana, seriam, sempre, especulações acerca de conceitos teológicos, a não constituir uma filosofia dita com propriedade. Outros estudiosos, no entanto, consideram, este, um argumento falacioso e incorreto. Segundo estes estudiosos, as filosofias não europeias também estiveram fora da esfera exclusivamente teológica, abordando temas de ética, estética, entre outros, de modo que dizer que somente o Ocidente possui filosofia seria usar de um argumento não apenas logicamente falho, mas também eurocêntrico. Apesar disto, o termo filosofia em chinês só aparece em 1874 como uma importação cultural advinda do Japão.